# Eugen von Puttkamer

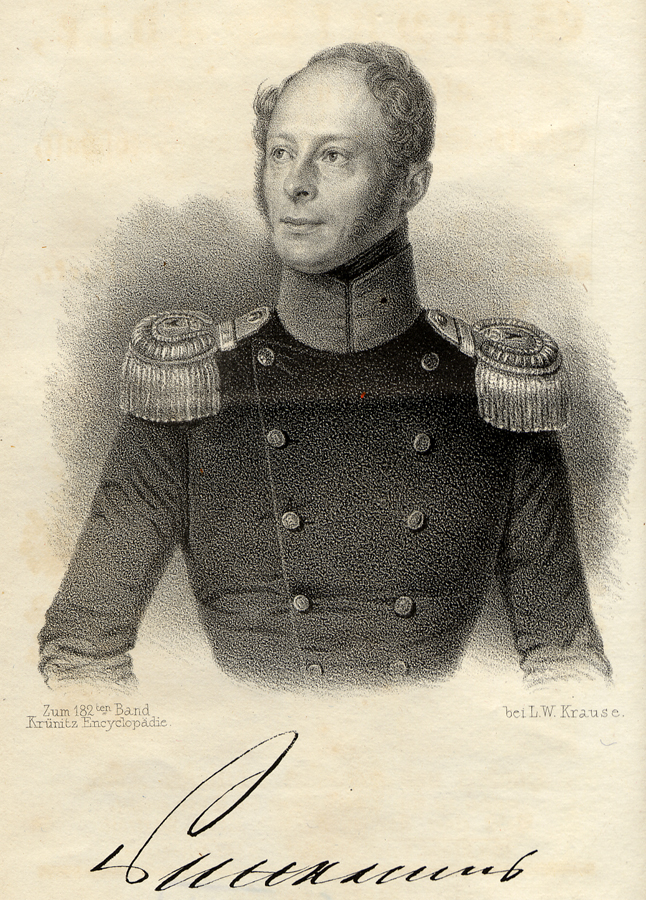
Eugen von Puttkamer (1843)

Eugen von Puttkamer

Eugen von Puttkamer (* 12. Oktober 1800 in Zemlin; † 17. April 1874 in Lübben (Spreewald)) war ein deutscher Jurist und Politiker.

## Leben

### Herkunft
Eugen von Puttkamer war ein Angehöriger des pommerschen Adelsgeschlechts Puttkamer. Er war ein Sohn des Landrates Lorenz Friedrich von Puttkamer (1741–1814) und dessen zweiter Ehefrau Eleonore Moldenhauer (1764–1838). Sein älterer Bruder Albert von Puttkamer (1797–1861) wurde Landrat in den Landkreisen Czarnikau und Samter der Provinz Posen und von 1859 bis 1861 Abgeordneter im preußischen Abgeordnetenhaus.

### Werdegang
Nach dem Besuch des Gymnasiums in Berlin und dem Studium der Rechte ab 1817 in Berlin und Heidelberg war er Einjährig-Freiwilliger im Militär. 1822 wurde er Referendar am Kammergericht in Berlin. 1825 wurde er zum Assessor ernannt und wechselte an das Oberlandesgericht in Frankfurt (Oder). 1830 wurde er „Hilfsarbeiter“ im Finanzministerium, 1831 Oberlandesgerichtsrat in Marienwerder und dann in Stettin. 1836 trat er in den Verwaltungsdienst über und wurde Landrat des Kreises Randow. Daneben war er Landschaftsrat des Vorpommerschen Departements und Mitkurator der Ritterschaftlichen Bank für Pommern. 1839 wechselte er in das Amt des Polizeipräsidenten von Berlin. Beim Ausscheiden aus dieser Funktion am 27. April 1847 wurde von Puttkamer zum Ehrenbürger von Berlin ernannt. Die Verleihung löste öffentlichen Protest aus.
1847 wurde er Regierungspräsident in Frankfurt (Oder). Im April 1848 wurde ihm der Titel eines Wirklichen Geheimen Oberregierungsrat verliehen. Er wurde Ministerialdirektor im Innenministerium und war Ende 1848 kurzzeitig für dessen Verwaltung zuständig. 1851/52 war er Abgeordneter im preußischen Abgeordnetenhaus und von 1851 bis 1860 Oberpräsident der Provinz Posen und zugleich Regierungspräsident. 1861 ging er in den Ruhestand.
Laut Kirchenbuch von Lübben wurde er in Glowitz, Kreis Stolp in Pommern gegraben.

### Ehen und Nachkommen
Eugen von Puttkamer war mit Emilie von Zitzewitz (* 1803; † 1852) verheiratet. Aus der Ehe gingen fünf Kinder hervor:
- Richard von Puttkamer (* 1826; † 1898), preußischer Landrat
- Robert von Puttkamer (* 1828; † 1900), preußischer Innenminister, MdH
- Bernhard von Puttkamer (* 1838; † 1906), preußischer Politiker, MdA
- Jesco von Puttkamer (* 1841; † 1918), preußischer Regierungspräsident, MdA, MdH, MdR
- Elisabeth von Puttkamer (* 1841) ⚭ Bernhard von Puttkamer (* 1825; † 1904), preußischer Generalmajor, MdH

Nach dem Tod seiner ersten Frau heiratete er am 8. April 1856 auf Samter seine Nichte Sidonie Emilie Johann von Puttkamer (* 1824; † 1912), Tochter seines Bruders Albert von Puttkamer.

## Ehrungen
Im Berliner Ortsteil Kreuzberg ist die Puttkamerstraße nach ihm benannt.